# Hanna Garbowska
Hanna Garbowska, z domu Jabłońska (ur. 28 kwietnia 1977 w Grudziądzu) – polska szachistka, mistrzyni FIDE od 2010 roku, nauczycielka. W 2020 została dyrektorem Zespołu Szkolno-Przedszkolnego w Koleczkowie.

## Kariera szachowa
Największe sukcesy w odniosła na przełomie 80. i 90. lat XX wieku, w kategoriach juniorskich. W 1989 r. zdobyła w Piechowicach tytuł mistrzyni Polski do 12 lat, a w Żychlinie – brązowy medal w kategorii do 15 lat. W latach 1990 (w Toruniu) i w 1991 (w Limanowej) dwukrotnie zajęła II miejsca w mistrzostwach kraju do 14 lat. Kilkukrotnie reprezentowała narodowe barwy na mistrzostwach świata juniorek, największy sukces odnosząc w 1989 r. w Aguadilli, gdzie zdobyła tytuł wicemistrzyni świata w kategorii do 12 lat.
W końcu lat 90. zaprzestała startów w turniejach szachowych, w kolejnych latach kilkukrotnie występując jedynie w rozgrywkach z cyklu drużynowych mistrzostwach Polski (m.in. w 2001 r. w Głogowie w ówcześnie najwyższej klasie, I lidze – w barwach klubu "Gambit" Świecie).
Najwyższy ranking w karierze osiągnęła 1 stycznia 1995 r., z wynikiem 2105 punktów dzieliła wówczas 36-38. miejsce wśród polskich szachistek.